# 1984 en sports équestres
Chronologie des sports équestres
- 1983 en sports équestres - 1984 en sports équestres - 1985 en sports équestres

Cet article présente les faits marquants de l'année 1984 en sports équestres.

## Événements

### Avril
- avril 1984 : la finale de la Coupe du monde de saut d'obstacles 1983-1984 est remportée par Mario Deslauriers et Aramis[1].

### Juillet
- 29 juillet 1984 au 10 août 1984 : épreuves d'équitation aux jeux olympiques à Los Angeles (États-Unis)[2].